# Bataille de Bodo
Insurrection de Boko Haram
La bataille de Bodo a lieu à Bodo, village camerounais situé à 27 km de Fotokol les 29 et 30 janvier 2015 pendant l'insurrection de Boko Haram. Elle oppose les forces de Boko Haram et l'armée tchadienne.

## Prélude
Le 14 janvier 2015, à Ndjamena, à la suite d'une rencontre entre le ministre camerounais de la Défense et le président du Tchad Idriss Déby, le gouvernement tchadien annonce apporter un soutien actif au Cameroun dans le conflit contre les djihadistes de Boko Haram. Le 17 janvier, les troupes tchadiennes entrent au Cameroun et le 28 une partie de leurs forces se déploie à Fotokol, une ville frontalière séparée par un pont de 500 mètres de la ville nigériane de Gamboru Ngala,.

## Déroulement
Le 29 janvier 2015, les forces de Boko Haram tentent une nouvelle incursion au Cameroun et lancent un assaut sur la localité de Bodo, près de Fotokol. Ils se heurtent pour la première fois aux troupes de l'armée tchadienne. Le combat s'engage vers 16 heures mais les djihadistes sont repoussés et se replient. Ils lancent cependant une seconde attaque le lendemain en engageant le combat par des tirs de roquettes. Des échanges de tirs suivent et durent plusieurs heures, mais les Tchadiens repoussent à nouveau les assaillants qui regagnent Gamboru Ngala,,,.

## Les pertes
Selon l'état-major tchadien, le bilan des combats est de 123 morts pour les djihadistes, contre trois tués et douze blessés pour l'armée tchadienne. L'état-major précise que les trois militaires tués ont été victimes d'engins explosifs de fabrication artisanale,. L'hôpital militaire de N'Djamena indique cependant qu'un des soldats blessés décède le 31. Deux civils sont également tués le 28 et le 29 à Fotokol, par des roquettes tirées depuis le Nigeria.